# The Republia Times
The Republia Times — free-to-play інді-відеогра в браузері, створена Лукасом Поупом, випущена в квітні 2012 року. У грі гравець виконує роль редактора газети, що розривається між особистою опозицією владі та загрозами життя дружини та дітей, у разі, якщо редактор не викликає лояльності серед населення.
Спочатку створена як розминка для ігрового джему Ludum Dare, The Republia Times була номінована у двох категоріях на нагородах Games for Change .
У 2016 році шведська студія Coffee Stain Studios випустила The Westport Independent, яка по суті є більш повнофункціональною версією тої ж самої ідеї і яка також починалася як гра для 72-годинного ігрового джему, хоча вони заявили, що вони не знали про Republia Times.

## Ігровий процес
Гравець бере на себе роль редактора новин The Republia Times, провідної газети у вигаданій авторитарній країні Республія (Республія пізніше з'явиться як одна з декількох вигаданих країн у наступній грі Поупа Papers, Please). Гравець визначає, які історії включатимуться у щоденний випуск Times, і наскільки важливу роль отримує кожна історія. Гравець повинен збалансувати публікацію провладних історій, щоб переконати скептично налаштовану громадськість підтримати гнітючий уряд, одночасно публікуючи популярні плітки для збільшення читацької аудиторії. Гравець повинен ретельно вибирати, які історії публікувати, оскільки уряд тримає в заручниках сім'ю редактора.

## Розробка
Republia Times була розроблена Лукасом Поупом, як розминка для Ludum Dare 23, ігрового джему, проведеного 20–23 квітня 2012 р. Це була його перша Flash-гра, і він назвав налагодження Flash "кошмаром".